# جون بسكو
جون بسكو (28 يونيو 1794 - 1843)، بحار ومستكشف إنجليزي قاد أول بعثة استكشافية للقارة الجنوبية وكان أول من رأى المناطق التي تسمى حاليا (ساحل إندربي) و (أرض جراهام) على طول ساحل القارة القطبية الجنوبية. عثرت البعثة أيضًا على عدد من الجزر بالقرب من أرض جراهام، بما في ذلك جزر بسكو التي سميت باسمه. ويعتبر أول من أكتشف جزيرة أنفريس في القارة القطبية الجنوبية.

## حياته
ولد جون بسكو في إينفيلد، ميدلسكس، إنجلترا. التحق بالبحرية الملكية في مارس سنة 1812، وكان وقتها في السابعة عشرة من عمره، شارك في حرب 1812-1815 في سان دومينغو وكوليبري وموزيل ضد الولايات المتحدة. ثم انضم إلى البحرية التجارية حيث كان يبحر كمساعد قبطان وقائد إلى جزر الهند الشرقية والغربية وإلى معظم أنحاء العالم المعروف، وفي عام 1830 تم تعيينه من قبل شركة صيد الحيتان والفقمات في لندن ليتولى قيادة سفينة «تولا» التي أبحرت للصيد في المحيط الجنوبي.

## رحلة المحيط الجنوبي 1830-1833
غادر جون بسكو لندن على متن السفينة «تولا»، وبحلول ديسمبر من نفس العام وصل إلى جزر شيتلاند الجنوبية برفقة سفينة «ليفلي» التي كانت ترافق البعثة. ثم أبحرت البعثة جنوبًا وعبرت دائرة القطب الجنوبي في 22 يناير 1831، قبل أن تتجه شرقًا وتغير إتجاهها 60 درجة بإتجاه الجنوب.
في 24 فبراير 1831، شاهدت البعثة قمم جبال من المحيط. اعتقد جون بيسكو أن هذه الجبال هي جزء من قارة وكان اعتقاده صحيحا وسمى المنطقة باسم أرض إنديربي (Enderby Land) تكريماً لرفاقه في الرحلة. وفي 28 شباط / فبراير، شوهدت أرض جليدية أخرى، قام جون بيسكو بتسميتها كاب آن (Cape Ann)؛ في وقت لاحق تمت تسمية الجبل الواقع على كاب آن باسم «جبل بيسكو».
أبقى جون بيسكو الحملة في المنطقة بينما بدأ في رسم الخط الساحلي، ولكن بعد شهر تدهورت الحالة الصحية له ولطاقمه فأبحرت البعثة عائدة نحو أستراليا، ووصلت إلى مدينة هوبارت (عاصمة ولاية تسمانيا في أستراليا حاليا) في شهر مايو، وكان قد توفي اثنين من أفراد الطاقم بسبب داء الاسقربوط قبل وصولهم إلى هوبارت.
أمضت البعثة فصل الشتاء في مدينة هوبارت ثم توجهت بعدها نحو القطب الجنوبي. وفي 15 فبراير 1832 تم اكتشاف جزيرة أديلايد وتم بعد يومين اكتشاف جزر بيسكو (إسمها الحالي).وبعد أربعة أيام أخرى في 21 فبراير، تم اكتشاف خط ساحلي أكثر امتدادا وكان جون بيسكو شبه متأكد أنه اكتشف قارة. قام جون بيسكو بتسمية هذه المنطقة (أرض جراهام) على اسم الرئيس الأول للأميرالية البريطانية السير جيمس جراهام. نزل جون بيسكو على جزيرة أنفيرس زاعما أنه قد شاهد القارة القطبية الجنوبية.
قام جون بيسكو مرة أخرى برسم الخط الساحلي الجديد الذي اكتشفته الحملة، وبحلول نهاية أبريل عام 1832، أصبح الرجل الثالث (بعد جيمس كوك وفابيان فون بيلينغسهاوزن) الذي يبحر في القارة القطبية الجنوبية. وفي رحلة العودة في يوليو من نفس العام، تعرضت سفينة «ليفلي» التي كانت ترافق البعثة إلى الغرق في جزر فوكلاند. وعلى الرغم من ذلك، عادت بعثة جون بيسكو إلى لندن بأمان بحلول بداية عام 1833.
في عام 1833، تم تكليف جون بيسكو مرة أخرى للقيام برحلة استكشاف أخرى. ولكنه استقال لاحقا من هذه الوظيفة ربما بسبب حالته الصحية. وبدلا من ذلك شارك في التجارة البحرية في جزر الهند الغربية في مناخ أكثر دفئا. ثم شارك بعد ذلك في المشاريع البحرية في المياه الأسترالية.

## التكريم
أطلق إسمه على مجموعة من الجزر (جزر بيسكو) التي أكتشفها قبالة الساحل الغربي لغراهام لاند في فبراير 1832 خلال رحلته حول القطب الجنوبي، وأطلق اسمه أيضا على جبل (جبل بيسكو) الذي يتميز بقمة سوداء يبلغ طولها 700 متر، يقع في كيب آن في شرق القارة القطبية الجنوبية. اكتشفه النرويجي هيلمار (عن طريق الجو في عام 1929) والأسترالي ماوسون (عام 1930)، يعتقد أن جون بيسكو قد شاهده أولا في عام 1831. تم إطلاق اسمه إيضا على سفينتي أبحاث بريطانيتين من أجل القيام بمهمة استكشاف جزر فوكلاند.

## وفاته
توفي جون بيسكو في البحر في عام 1843 بينما كان في رحلة لإحضار عائلته من تسمانيا إلى إنجلترا. كان عمره 49 سنة.